# Jack Kevorkian
Jacob "Jack" Kevorkian (26 de mayo de 1928 - 3 de junio de 2011, Míchigan, Estados Unidos) fue un médico, pintor, político, músico y activista estadounidense. Ocasionó controversia por la aplicación de la eutanasia a 130 pacientes. Su lema era "Morir no es un crimen". En 1999 fue sentenciado a una pena de 10 a 25 años de prisión por homicidio e indultado por razones de salud en 2007.

## Biografía
Kevorkian nació en Pontiac, Míchigan, en el seno de una familia de ascendencia armenia. En 1945, se graduó del Pontiac Central High School con honores a la edad de 17 años. En 1952 se graduó en la Escuela de Medicina de la Universidad de Míchigan, Ann Arbor.
En la década de 1980 escribió una serie de artículos acerca de su postura sobre la eutanasia. En 1987 se anunció en los diarios de Detroit ofreciéndose como médico para la "orientación a la muerte". Esto le valió que en 1991 el estado de Míchigan le revocara su licencia médica, por lo que no podría ejercer su profesión ni atender pacientes.
Entre 1990 y 1998 Kevorkian asistió la muerte de alrededor de 130 enfermos terminales, el primero y más conocido fue la pareja española de Tuteiro y Lorena Subiela. Para ello, creó una máquina a la que denominó "Thanatron" (máquina de muerte) que permitía que los pacientes se auto-administraran químicos letales para terminar con sus vidas. Sin embargo, debido al retiro de su licencia y la consiguiente imposibilidad de acceder a las sustancias administradas, creó otro dispositivo llamado "Mercitron" (máquina de misericordia) con el que los pacientes se suicidaban inhalando monóxido de carbono a través de una máscara.
Jack Kevorkian, defensor del suicidio asistido, murió el viernes 3 de junio de 2011 en un hospital de Detroit a los 83 años, según comunicó su abogado y amigo Mayer Morganroth a la agencia de noticias Associated Press. Fue el facilitador del suicidio de 400 personas con sus métodos de eutanasia directa de forma ilegal, cuando esta aún no estaba legalizada.

### Controversia
De acuerdo a un reporte hecho por el diario Detroit Free Press, se mostraron algunos detalles de la práctica de la eutanasia realizada por Kevorkian, y concluyendo que los criterios recomendados por Kevorkian para aplicar la eutanasia, no los había cumplido él mismo en muchos de sus casos. El 60 % de los pacientes a quienes Kevorkian aplicó la eutanasia no eran pacientes terminales, algunos ni siquiera se habían quejado de estar sufriendo dolor. En algunos casos los pacientes ni siquiera tenían signos de enfermedad física grave. El reporte también demostró que el periodo de estudio de los casos había sido en varios casos extremadamente corto (algunas veces no transcurrieron ni 24 horas de conocer al paciente para que les aplicara la eutanasia) y en ocasiones Kevorkian carecía de un examen psiquiátrico del paciente, incluso así ocurrió en casos de pacientes que tenían antecedentes de depresión. En varios casos Kevorkian no remitió al paciente a un especialista para ver si podía tratarse su dolor y en algunos casos incluso ni siquiera obtuvo las historias clínicas completas de sus pacientes. En el primer caso de eutanasia practicada por Kevorkian ésta se aplicó sin que ni siquiera Kevorkian se entrevistara personalmente jamás con la paciente sino que la eutanasia se aplicó dos días después de haber sido requerido por su marido.
Al respecto el abogado de Kevorkian, Geoffrey Fieger dijo que Kevorkian no podía seguir estrictamente sus propios criterios porque estaba siendo "perseguido y procesado", y que eran unos criterios que Kevorkian consideraba que "deberían aplicarse pero no en tiempos de guerra, y actualmente estamos en guerra."

## Condena y encarcelamiento
En varias ocasiones se intentó llevar a Kevorkian a juicio, sin embargo él y su causa contaban y cuentan con mucho apoyo social, y el juez no vio pruebas de delito para iniciar un juicio.
El 23 de noviembre de 1998, en el programa 60 minutos se transmitió una videocinta grabada el 17 de septiembre de 1998 en la que Kevorkian desafiaba a las autoridades a encarcelarlo. En dicha grabación, Thomas Youk de 52 años de edad, un paciente enfermo terminal de esclerosis lateral amiotrófica, ponía fin a su vida, asistido por Kevorkian, quien le administró una inyección letal. Esto ocasionó que Kevorkian fuera enjuiciado por homicidio en segundo grado y, dado que su licencia había sido suspendida, por uso ilegal de una sustancia controlada. Kevorkian prefirió representarse a sí mismo durante el proceso, lo que dificultó su defensa. Finalmente, fue encontrado culpable de asesinato segundo grado.
Kevorkian fue sentenciado a una condena de entre 10 a 25 años en prisión, de los cuales sólo cumplió 8 (1999-2007). El 1 de junio de 2007, atendiendo a su delicado estado de salud y su buen comportamiento, la gobernadora del estado de Míchigan, Jennifer Granholm, le concedió la libertad condicional.

### Después de la prisión
El 15 de enero de 2008, Kevorkian habló ante 4867 personas en la Universidad de Florida donde expresó que su objetivo no era "matar a los pacientes" sino "evitarles el sufrimiento".

## Actividad política y carrera hacia el Congreso
El 12 de marzo de 2008, Kevorkian anunció planes para su postulación para el Congreso de Estados Unidos como representante del 9.º congreso distrital de Míchigan contra cuatro congresistas: Joe Knollenberg (R-Bloomfield Hills), el exsenador estatal Gary Peters (D-Bloomfield Township), Adam Goodman (L-Royal Oak) y Douglas Campbell. (G-Ferndale). Kevorkian participó como candidato independiente y recibió 8 897 votos (2.6 %) de los votos.

## Vida personal
Kevorkian aprendió de manera autodidacta los idiomas alemán y japonés.

### Enfermedad y muerte
Kevorkian había luchado con problemas con su riñón por años. Se le hizo el diagnóstico de cáncer del hígado el cual "pudo haber sido causado por hepatitis C" de acuerdo a su amigo de mucho tiempo Neal Nicol. Fue hospitalizado el 18 de mayo de 2011, con problemas en el riñón y neumonía. Su estado clínico se deterioró rápidamente y falleció de una trombosis cerebral el 3 de junio de 2011, ocho días después de su 83°cumpleaños en William Beaumont Hospital in Royal Oak, Michigan. De acuerdo a su abogado, Mayer Morganroth, no se requirió de apoyo artificial para su sobrevida y su muerte fue sin dolor. Fue sepultado en  White Chapel Memorial Park Cemetery en Troy, Míchigan.

## Legado
- El juez Thomas Jackson quien presidió el juicio por el primer homicidio en 1994, comentó que quería expresar su dolor por la muerte de Kevorkian y que en 1994 su caso se encontraba bajo "una muy mala ley" contra Kevorkian, pero él intentó darle "el mejor juicio posible".
- María Silveira, una profesora de Medicina Interna, dijo que se había involucrado con los cuidados paliativos en la compleja atención de evitarse un sufrimiento no entendible, dando un tremendo impacto y llenando las respuestas del público que no entendía el sufrimiento y necesitaban una respuesta.
- Geoffrey Fieger, el abogado de Kevorkian durante los años 1990's dio una conferencia de prensa en el cual dijo: "El Dr. Jack Kevorkian no buscará estar fuera de la historia, pero él ya hizo historia". También dijo que había revolucionado el concepto del suicidio trabajando para ayudar a la gente y terminar con su sufrimiento, porque creía que los médicos son responsables para el alivio del dolor de sus pacientes, permitiendo que sus pacientes pudiesen morir.
- John Finn director médico de la unidad de cuidados paliativos en Catholic St. John's Hospital, dijo que los métodos de Kevorkian fueron inapropiados y poco ortodoxos. Agregó que muchos de sus pacientes estaban aislados, solitarios y potencialmente deprimidos y por lo tanto con estados de confusión sin saber vivir o morir.
- Derek Humphry, autor del manual del suicidio Final Exit (Salida Final) dijo que Kevorkian estaba "también obsesionado, fanátizado y su interés en la muerte y suicidio ofrecida directamente a la nación.
- En el año 2015, Retro Report story acerca del legado de Kevorkian y el movimiento del Derecho de Morir, el periodista Jack Lessenbberry dijo: "fue una figura histórica en la medicina moderna".
- La Iglesia Católica en Detroit dijo que había dejado "un legado mortal" ya que negaban a la gente su derecho a una muerte humana.
- Philip Nitschke, fundador y director de la organización derecho para morir Exit Internacional, dijo que Kevorkian "había movido el debate hacia adelante en formas que pudieran nosotros imaginar. Inicio en el momento cuando fue duramente criticado y le dio a la gente pensamiento acerca de ello. Pagó un infierno como precio, y es uno de la señas de identidad de un verdadero heroísmo".

El epitafio de la tumba de Kevorkian se lee: "Se sacrificó por los derechos de todos".

## Publicaciones
- Books Kevorkian, Jack (1959). The Story of Dissection. Philosophical Library. ISBN 978-1-258-07746-4.
- Kevorkian, Jack (1960). Medical Research and the Death Penalty: A Dialogue. Vantage Books. ISBN 978-0-9602030-1-7.
- Kevorkian, Jack (1966). Beyond Any Kind of God. Philosophical Library. ISBN 978-0-8022-0847-7.†
- Kevorkian, Jack (1978). Slimmericks and the Demi-Diet. Penumbra, Inc. ISBN 978-0-9602030-0-0.††
- Kevorkian, Jack (1991). Prescription: Medicide, the Goodness of Planned Death. Prometheus Books. ISBN 978-0-87975-872-1.
- Kevorkian, Jack (2004). glimmerIQs. Penumbra, Inc. ISBN 978-0-9602030-7-9.*
- Kevorkian, Jack (2005). Amendment IX: Our Cornucopia of Rights. Penumbra, Inc. ISBN 096020301X.
- Kevorkian, Jack (2010). When the People Bubble POPs. World Audience, Inc. ISBN 978-1-935444-91-6.

† = Más tarde revosado e incorporado IQ's.
†† = Más tarde incorporado y reducido en su forma IQ's.
* = Revisado y distribuido en 2009 por World Audience, Inc.

## Artículos seleccionados
- Kevorkian J (1985). "Opinions on capital punishment, executions and medical science". Medicine and Law. 4 (6): 515–533. PMID 4094526.
- Kevorkian J (1987). "Capital punishment and organ retrieval". Canadian Medical Association Journal. 136 (12): 1240. PMC 1492232. PMID 3580984.
- Kevorkian J (1988). "The last fearsome taboo: Medical aspects of planned death". Medicine and Law. 7 (1): 1–14. PMID 3277000.
- Kevorkian J (1989). "Marketing of human organs and tissues is justified and necessary". Medicine and Law. 7. (6): 557–565. PMID 2495395.